# Haliophasma mjoelniri
Haliophasma mjoelniri är en kräftdjursart som beskrevs av Negoescu och Jörundur Svavarsson 1997. Haliophasma mjoelniri ingår i släktet Haliophasma och familjen Anthuridae. Inga underarter finns listade i Catalogue of Life.